# Krnov
Krnov (in slesiano Karńůw, in tedesco Jägerndorf, in polacco Karniów) è una città ceca del distretto di Bruntál, nella regione di Moravia-Slesia fondata nel XIII secolo.

## Storia
Dal 1377 fu sede di un ducato autonomo che nel 1523 passò agli Hohenzollern per passare nel 1620 infine ai principi del Casato di Liechtenstein che erano già titolari del vicino Ducato di Troppau (poi Opava) e che mantengono i titoli di questi due ducati.

## Monumenti e luoghi d'interesse
- Chiesa di San Martino
- Chiesa di San Benedetto
- Chiesa dell'Esaltazione della Santa Croce, chiesa cimiteriale
- Chiesa dell'Addolorata e dell'Esaltazione della Santa Croce
- Chiesa dello Spirito Santo, sconsacrata e utilizzata come sala da concerto
- Castello di Krnov

## Economia
Krnov è riconosciuta come il centro di produzione di importanti ditte ceche, operanti in diversi settori, come ad esempio: tessile, strumenti musicali (specialmente pianoforti) e vari marchi noti di bevande.

## Amministrazione

### Gemellaggi
- Głubczyce
- Karben
- Mińsk Mazowiecki
- Nadvirna
- Pefki
- Povegliano Veronese
- Prudnik
- Rajec
- Saint-Égrève
- Telšiai
- Yukon